# Mikhail Afanasyev
Mikhail Afanasyev (Belarusian: Міхаіл Афанасьеў, tiếng Nga: Михаил Афанасьев; sinh ngày 4 tháng 11 năm 1986) ilà một cầu thủ bóng đá người Belarus hiện tại thi đấu cho Fakel Voronezh.

## Sự nghiệp quốc tế
Afanasyev là đội trưởng của U-21 Belarus và thi đấu cả ba trận của Belarus tại Giải vô địch bóng đá U-21 châu Âu 2009. Anh để bóng chạm tay trong trận gặp U-21 Ý, dẫn đến quả phạt đền, và nhận thất bại 1–2. Anh ký hợp đồng với F.K. Amkar Perm vào tháng 2 năm 2008.
Vào ngày 13 tháng 11 năm 2009, Afanasyev ra mắt quốc tế cho Belarus B, trước Ả Rập Xê Út B trong một trận đấu giao hữu.

## Danh hiệu
MTZ-RIPO Minsk
- Belarusian Cup vô địch: 2005